# Sh2-247
Sh2-247 est une nébuleuse en émission visible dans la constellation des Gémeaux.
Elle est située dans la partie sud-ouest de la constellation, à la frontière d'Orion. Sa déclinaison n'est pas particulièrement septentrionale, ce qui signifie qu'elle peut facilement être observée depuis les deux hémisphères, bien que les observateurs de l'hémisphère nord aient un léger avantage. La période où son observation est optimale dans le ciel du soir se situe entre novembre et mars.
Sh2-247 est une petite région HII d'aspect sphéroïdal dont le diamètre apparent est d'environ 8 à 9 minute d'arc, physiquement liée à la l'association OB Gémeaux OB1. Il contient une étoile bleu-blanc de la séquence principale de classe B0V et présente des structures filamenteuses spatialement distinctes, dont l'une a une vitesse radiale d'environ 2 km/s et s'étend jusqu'au bord est du nuage et est certainement physiquement liée à la région HII, tandis qu'un second filament avec une vitesse d'environ 10 à 12 km/s s'étend vers le sud en direction du nuage Sh2-252 voisin. Un autre filament, dont la vitesse radiale est similaire à celle du premier, s'étend vers l'extérieur. Dans la partie nord, la limite de la nébuleuse devient nette, indiquant qu'il y a un point de contact avec un nuage très dense et non éclairé,,.